# Sulz am Neckar
Sulz am Neckar – miasto w Niemczech, w kraju związkowym Badenia-Wirtembergia, w rejencji Fryburg, w regionie Schwarzwald-Baar-Heuberg, w powiecie Rottweil, siedziba wspólnoty administracyjnej Sulz am Neckar. Leży pomiędzy Schwarzwaldem a Jurą Szwabską, nad Neckarem, ok. 20 km na północ od Rottweil.

## Komunikacja
Miasto położone jest przy drodze krajowej B14 oraz linii kolejowej Singen (Hohentwiel)–Stuttgart (jedna stacja, Intercity-Express, prędkość do 160 km/h). W odległości ok. 3 km od centrum zlokalizowana jest autostrada A81 (E41) ze zjazdem 32.

## Współpraca
Miejscowości partnerskie:
- Altenberg, Saksonia
- Montendre, Francja